# Sungai Brunei
Sungai Brunei är ett vattendrag i Brunei. Det ligger i den nordöstra delen av landet. Floden mynnar i havet.
Tropiskt regnskogsklimat råder i trakten.